# Subida al Naranco 2005
La Subida al Naranco 2005, trentanovesima edizione della corsa, valida come evento del circuito UCI Europe Tour 2005 categoria 1.1, fu disputata il 15 giugno 2005 per un percorso totale di 166 km. Fu vinta dall'italiano Rinaldo Nocentini con il tempo di 4h00'35" alla media di 41,399 km/h.
Al traguardo giunsero in 58 ciclisti. La gara fu però funestata dal decesso in corsa, a causa di un improvviso arresto cardiaco, del trentasettenne Alessio Galletti, ciclista in forza al team Naturino-Sapore di Mare.

## Ordine d'arrivo (Top 10)
| Pos. | Corridore             | Squadra         | Tempo    |
| ---- | --------------------- | --------------- | -------- |
| 1    | Rinaldo Nocentini     | Acqua & Sap.    | 4h00'35" |
| 2    | Jon Bru               | Kaiku           | a 2"     |
| 3    | Danail Petrov         | Milaneza-Maia   | a 9"     |
| 4    | Adolfo García Quesada | C. Valenciana   | a 18"    |
| 5    | Xavier Tondó          | Catalunya       | s.t.     |
| 6    | Ryan Cox              | Barloworld      | s.t.     |
| 7    | Sergej Jakovlev       | T-Mobile Team   | a 25"    |
| 8    | Pavel Tonkov          | LPR-Piacenza    | a 26"    |
| 9    | Jurgen Van De Walle   | Landbouwkrediet | s.t.     |
| 10   | Jaume Rovira          | Andalucía       | a 29"    |